# تیری اودل
تیری اودل (انگلیسی: Thierry Audel؛ زادهٔ ۱۵ ژانویهٔ ۱۹۸۷) بازیکن فوتبال اهل فرانسه است.
از باشگاه‌هایی که در آن بازی کرده‌است می‌توان به باشگاه فوتبال مکلسفیلد تاون، باشگاه فوتبال کرو آلکساندرا، باشگاه فوتبال بارو، باشگاه فوتبال لینکولن سیتی، باشگاه فوتبال تریستیانا، باشگاه فوتبال اوسر، باشگاه فوتبال پیزا، و باشگاه فوتبال نوتس کانتی اشاره کرد.
وی همچنین در تیم ملی فوتبال زیر ۱۹ سال فرانسه بازی کرده‌است.